# Sok
|  | Sammenskrivningsforslag Artiklen Sok er foreslået føjet ind i Strømpe. (Siden juli 2014) Diskutér forslaget |

En sok er et stykke tøj, der er beregnet til at have om fødderne med et skaft, der går op over den nederste del af læggen i modsætning til en soklet.
En sok kan have flere formål:
- Holde fødderne varme.
- Absorbere fodsved.
- Forhindre vabler og gnavsår på fødderne, når man har sko på.

Sokker er normalt lavet af bomuld, uld polyesterene, et kunststof, eller mindre almindeligt af skind eller nylon. Sokker findes i mange farver. Men de mest almindelige farver er hvid og sort. Farvede sokker er ofte en del af en sportsudøvers uniform. De fås i alle længder lige fra nogle, der kun går til akillessenen (også kaldet halvsokker eller sneakersokker) og andre ,der når helt op til knæene. Mange sportsudøvere har sokker, der går helt op til knæene, f.eks. inden for fodbold, rugby og amerikansk fodbold.

## Billeder af sokker
- Tre enkelte sokker af den korte eller mellemlange type
- Løse sokker som mode i Japan
- Sorte japanske tabi sokker
- Eksempel på morsomme sokker: Fun socks
- Sok brugt i underholdningsbranchen
- Hund spiser sok
- Eksempel på sokker i mange længder og farver, flere med striber